# Gil Dias
Gil Bastião Dias (ur. 28 września 1996 w Gafanha da Nazaré) – portugalski piłkarz, występujący na pozycji pomocnika, od 2024 w FC Famalicão. Występował również w Bradze B, AS Monaco, Varzim SC, Rio Ave FC, AC Fiorentina, Nottingham Forest, Olympiakosie Pireus, Granadzie, FC Famalicão, SL Benfica, VfB Stuttgart i Legii Warszawa. 
4 września 2023 roku Dias został wypożyczony do Legii Warszawa, klubu Ekstraklasy, z opcją wykupu. 